# Каунт Бейзи
Уилям „Каунт“ Бейзи (на английски: William „Count“ Basie) е американски джаз пианист и композитор.
В продължение на почти 50 години ръководи своя оркестър „Каунт Бейзи Оркестра“, чрез който стават известни много изявени музиканти, като саксофонистите Лестър Йънг и Хършъл Еванс, тромпетистите Бък Клейтън и Суитс Едисън и певците Джими Ръшинг и Джо Уилямс. Сред най-известните песни на Каунт Бейзи са One O'Clock Jump и April In Paris.

## Филмография
- Hit Parade of 1943 (1943) – като себе си
- Top Man (1943) – като себе си
- Sugar Chile Robinson, Billie Holiday, Count Basie and His Sextet (1950) – като себе си
- Cinderfella (1960) – като себе си
- Sex and the Single Girl (1964) – като себе си заедно със своя оркестър
- Blazing Saddles (1974) – като себе си заедно със своя оркестър
- Last of the Blue Devils (1979) – интервю и концерт в документален запис за музиката на Канзас сити